# ميلاد الشايب
ميلاد الشايب فنان تشكيلي سوري ولد في بلدة معلولا، ريف دمشق عام 1918 وتوفي سنة 2000 في دمشق.
أحد رواد الحركة التشكيلية السورية ويعتبر أحد أكبر فناني الايقونات في وطنه وتوجد لوحاته وايقوناته في متحف الفنون والمجموعات الخاصة وكنائس معلولا ودمشق ومدن البلاد الأخرى وقد برزت موهبته في الابداع الفني في سن مبكرة وتتلمذ على يد الفنان توفيق طارق الذي شجعه ومنحه الكثير من معارفه في الفن التشكيلي.
عرض أعماله لأول مرة في سن 19 عاما، وأوجد منذ البداية أسلوبه المتميز الخاص ومدرسته في التصوير الزيتي.

## سيرته المهنية
ارسل في بعثة للدراسة في معهد سوريكوف للفنون التشكيلية بموسكو وتخرج منه في عام 1965 وخلال وجوده بموسكو تأثر كثيرا بأعمال اندريه روبليوف رسام الايقونات الروسي الشهير وبأعمال غيره من المدارس الفنية الروسية وحاول الاستفادة منها في تكوين أسلوبه الخاص في رسم الايقونات.
وقد حصل في معهد سوريكوف على فرصة جيدة لأتقان الاساليب الكلاسيكية في الرسم والتي يلاحظ تأثيرها في لوحاته التي تجسد مشاهد من الطبيعة السورية وحياة الناس البسطاء في المدن والأرياف وأفلح الفنان كثيرا في تصويرها بأسلوب واقعي وبنكهة محلية وبأصالة نادرة ورهافة حس وكان يمارس الفن بعيدا عن الضجة والدعاية لشخصه إذ كان وديعا ودمث الأخلاق ويميل إلى الصمت والتأمل في غالب الأحيان لدى انصرافه إلى العمل في لوحة جديدة.
مارس الفنان تعليم الرسم في معهد اعداد المدرسين وبعض المدارس في دمشق، كما عمل محاضرا في كلية الفنون الجميلة بدمشق حتى وفاته.
معارض
في الثامنة عشرة من عمره شارك في معرض دمشق عام 1936 ونال ميدالية برونزية.
1965 أول معرض فردي له بدمشق برعاية وزارة الثقافة.
ساهم في معارض مشتركة عديدة في صالة ايبلا للفنون، وفي جميع النشاطات الفنية التي تمثل سورية.
الجوائز
جائزة الدولة التشجيعية من المجلس الأعلي للفنون والاداب 1968.
كرمه غبطة البطريرك أغناطيوس هزيم بوسام النجمة الفضية.
1996 نال تكريم رئيس الجمهورية مع الفنانين الرواد بميدالية ذهبية تقديرا لعطائه المميز.

## وفاته
توفي بتاريخ 13/12/ 2000 واقيم له مأتم حافل وجنز في كنيسة الصليب المقدس بحضور جمع غفير تقدمهم ارباب الفن التشكيلي وكل أهل معلولا ووري الثرى في مدفن القديس جاورجيوس الأرثوذكسي بدمشق.